# Jan Karol Chodkiewicz

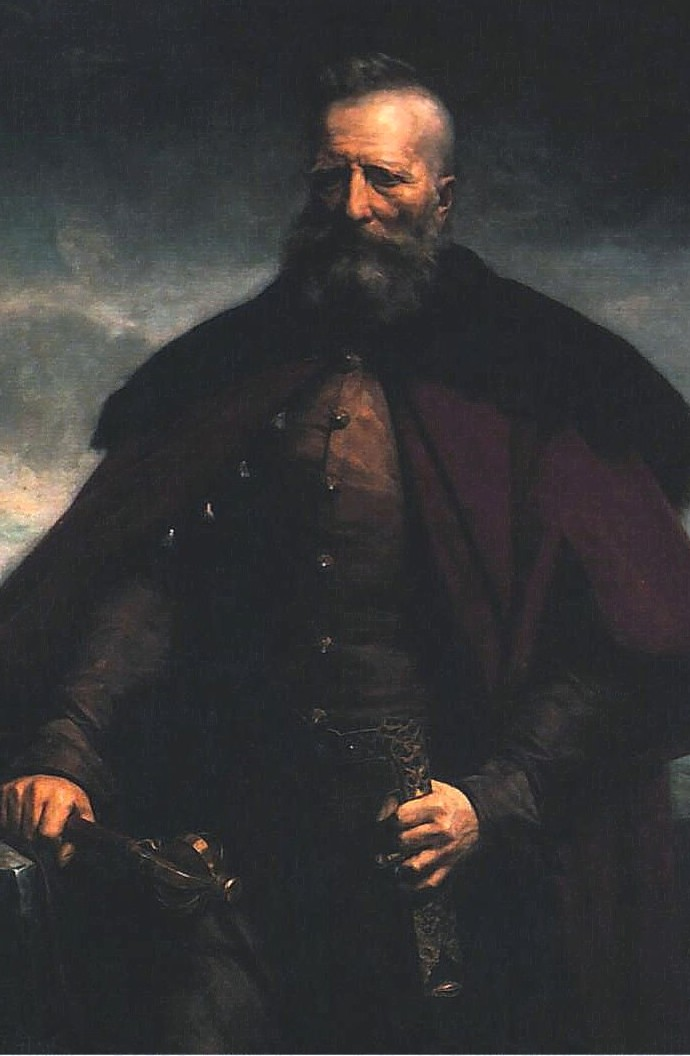
Jan Karol Chodkiewicz, målning av Leon Kaplinski (1863).

Jan Karol Chodkiewicz.

Jan Karol Chodkiewicz, född omkring 1560, död 24 september 1621, var en polsk-litauisk general. Han blev 1601 litauisk fälthetman och från 1605 Litauens storhetman.
Chodkiewicz tillhörde en litauisk magnatsläkt, och företog vidsträckta utrikes resor, och stred därefter vid sin hemkomst mot osmaner, kosacker och valaker. 1600 blev han litauisk underfältherre samt vojvod av Wilna. Han fick sin militära utbildning av bland andra Jan Zamoyski. År 1602 överlämnade denne åt honom befälet över den polska här som i Livland kämpade mot svenskarna. Mot dessa hade Chodkiewicz framgångar vid Kokenhausen,  erövrade 1603 Dorpat och Weissenstein och vann med underlägsna styrkor en förkrossande seger över Karl IX i slaget vid Kirkholm 1605. På grund av det kaotiska politiska tillståndet i Polen kunde man dock inte utnyttja denna seger. Pengarna tröt, och en del av hären övergav sin general. Han fortsatte ändå kriget mot svenskarna, huvudsakligen med egna medel. Chodkiewicz ingick till slut vapenstillestånd med svenskarna 1611, och sändes därefter av kung Sigismund med en här till Tsarryssland. Men han blev tvungen att utrymma Moskva och tvingades dessutom att utkämpa en rad strider, innan han genom fördraget i Dyvlin 1618 tilläts att fritt tåga tillbaka till Polen. År 1620 efterträdde han Stanisław Żółkiewski som högste befälhavare över hären i kriget mot osmanerna, men efter några vunna framgångar avled han den 24 september 1621 i Chotin.